# ピエール・クルボワ
ピエール・クルボワ（Pierre Courbois、1940年4月23日 - ）は、オランダのジャズ・ドラマー、バンドリーダー、作曲家。

## 略歴
アーネムの芸術大学 (Hogeschool der Kunsten)でパーカッションを学んだ後、クルボアは1960年代初頭にヨーロッパにおけるジャズの中心地であるパリに向けて出発した。彼はピアニストのケニー・ドリュー、ヴァイオリニストのジャン＝リュック・ポンティ、サックス奏者のエリック・ドルフィー、ベン・ウェブスター、スタン・ゲッツ、ジョニー・グリフィン、ギタリストのルネ・トーマと仕事をした。
クルボアは、ヨーロッパで最初にフリー・ジャズを実験したミュージシャンの1人であった。1961年、彼は（オリジナル・ダッチ）フリー・ジャズ・カルテットのドラマー兼リーダーとなった。1965年、国際的なミュージシャンで構成される別のグループ、フリー・ミュージック・クインテットを始めた。また、マンフレート・ショーフとアレクサンダー・フォン・シュリッペンバッハと共にギュンター・ハンペルのハートプランツ・グループで演奏し、レコーディングした。
1969年、クルボアは最初期のヨーロッパにおけるジャズ・ロック・グループ、アソシエーション P.C.を結成した。『ダウン・ビート』誌の世論調査で優勝したこのアンサンブルは、1975年までトト・ブランケ、シギ・ブッシュに加えて、ヤスパー・ファントフ、ヨアヒム・キューン、シギ・ケスラーなど様々なキーボーディストと共に成り立っていた。1982年には、ヘリベルト・ワグナー、ベン・ゲリッツェン、フェルディ・リッカーズと共にニュー・アソシエーションを結成した。また、ピアニストのマル・ウォルドロン、レイン・デ・グラフ、ホルン奏者のウィレム・ブロイカー、ハンス・ダルファー、テオ・ルヴェンディ、アリ・ハウランドのゲルト・デュデック、レシェク・ザドロ、アラン・スキドモアとのヨーロピアン・ジャズ・クインテットとも共演している。
1992年、クルボアはクインテットを結成し、彼のキャリア初となる、すべて自分で作曲した作品を演奏した。このアンサンブルは、チャールズ・ミンガスの伝統であるテーマ別のメロディアスなアンサンブル・ジャズと、直線的な即興演奏の実験に回帰することで、批評家と大衆の両方を喜ばせ、また驚かせた。1999年にダブル・クインテットを結成し、2003年にはエリック・ヴロイマンス、イリヤ・ライングード、ジャスパー・ブロム、ポール・ファン・ケムナーデ、ニコ・ランゲンハイセンと共にファイヴ・フォー・セクステットを結成。
1994年のノース・シー・ジャズ・フェスティバルでは、オランダのジャズ界で最高の賞であるバード・アワードがクルボアに贈られた。2000年よりオランジュ・ナッソー勲章（ナイト）を受章し、2008年にはVPRO/ボーイ・エドガー賞を受賞している。

## ディスコグラフィ

### リーダー・アルバム
- Perpetuum Mobile (1981年、Varajazz) ※with ヤスパー・ファントフ
- Independence (1983年、Timeless)
- Live in Germany (1996年、A Records)
- Reouverture (1997年、Challenge)
- Unsquare Roots (2000年、Calibre)
- 『ライヴ・アット・ザ・ビムハウス』 - Revocation: Live at the Bimhuis (2007年、Daybreak) ※ザ・ピエール・クルボワ5 / 4セクステット名義

フリー・ミュージック・クインテット
- 『フリー・ミュージック1&2』 - Free Music One And Two (1968年、ESP-Disk)

アソシエーション P.C.
- 『イヤーワックス』 - Earwax  (1970年、Munich)
- Sun Rotation (1972年、MPS)
- Rock Around the Cock (1973年、MPS)
- Erna Morena (1973年、MPS)
- 『ママ・クク』 - Mama Kuku (1974年、MPS)

ニュー・アソシエーション
- To Be Continued (1984年、BV Haast)
- Four Wheel Drive (1987年、Inak)

コンパス
- Sanstitre (1987年、Traction Avant)

### 参加アルバム
ギュンター・ハンペル
- 『ハートプランツ』 - Heartplants (1965年、SABA)
- 『ミュージック・フロム・ヨーロッパ』 - Music from Europe (1967年、ESP Disk)
- Gunter Hampel Group + Jeanne Lee (1969年、WERGO)
- Legendary: The 27th of May 1997 (1998年、Birth)

その他
- ウィレム・ブロイカー : Contemporary Jazz from Holland: Litany for the 14th of June 1966 (1966年、Relax)
- ペーター・ブロッツマン : Mayday (2010年、Corbett vs. Dempsey)
- ロル・コックスヒル : 『イヤー・オブ・ザ・ビーホールダー』 - Ear of Beholder (1971年、Dandelion)
- ロル・コックスヒル、ヤスパー・ファントフ : Toverbal Sweet (1972年、Mushroom)
- ゲルト・デュデック、レシェク・ザドロ、アラン・スキドモア : III (1982年、Fusion)
- J.R.モンテローズ、ジョン・アードリー、レイン・デ・グラフ : 『ボディ・アンド・ソウル』 - Body and Soul (1970年、Munich)
- ラムセス・シャフィー : Sunset Sunkiss (1969年、Philips)
- マル・ウォルドロン : 『マイルスの影』 - A Little Bit of Miles (1974年、Freedom)
- マル・ウォルドロン : 『ブルース・フォー・レディ・デイ』 - Blues for Lady Day (1993年、Black Lion)